# Jineth Bedoya Lima
Pour les articles homonymes, voir Bedoya et Lima (homonymie).
Jineth Bedoya Lima, née en 1974 à Bogota, est une journaliste d'investigation pour la presse écrite colombienne, qui est enlevée à deux reprises, en 2000 et 2003 en raison de son activité professionnelle. Elle est violée lors de son premier enlèvement. Elle a reçu de nombreux prix. En 2000, le prix de la liberté de la presse (en), en 2001, celui du courage en journalisme, en 2012, le prix international de la femme de courage et en 2020, le Prix mondial de la liberté de la presse UNESCO/Guillermo Cano 2020.

## Premier enlèvement
En 2000, Jineth Bedoya Lima est âgée de 26 ans : elle travaille avec Ignacio Gómez (es) au quotidien de Bogota, El Espectador. Elle couvre le conflit qui règne dans son pays. Au moment de son enlèvement, elle enquête sur un trafic d'armes mettant en cause deux fonctionnaires et le groupe paramilitaire d'extrême droite Autodéfenses unies de Colombie (AUC). Le 25 mai, à la suite du massacre de 43 prisonniers par les paramilitaires, elle se rend à la prison La Modelo (es) de Bogota, considérée comme la prison la plus dangereuse au monde. Elle a obtenu une promesse d'entrevue avec un chef paramilitaire connu sous le nom de Baker. Soupçonnant un piège possible, elle s'y rend avec un éditeur et un photographe d'El Espectador, mais alors que ceux-ci sont séparés d'elle un moment, le temps d'obtenir l'autorisation d'accès à la prison, elle disparaît.
Elle est saisie, droguée et embarquée de force dans une voiture par trois hommes. Ses agresseurs la conduisent à plusieurs heures de route, puis la torturent et la violent. Selon Jineth Bedoya Lima, les hommes se sont identifiés indiquant travailler pour le chef paramilitaire Carlos Castaño. Les ravisseurs lui demandent de « faire attention » lui disant « nous envoyons un message à la presse colombienne ». Ils menacent également son collègue, lui indiquant qu'ils « avaient prévu de découper Gómez en petits morceaux ». Gómez fuira le pays six jours après l'agression. Jineth Bedoya Lima est abandonnée attachée dans un tas d'ordures en bordure de route où elle sera découverte par un chauffeur de taxi.
L'affaire est bloquée pendant plus d'une décennie par le bureau du procureur général colombien jusqu'à ce qu'elle fasse appel à la Commission interaméricaine des droits de l'homme. En mai 2011, un paramilitaire est arrêté et avoue être l'un des trois agresseurs de Jineth Bedoya Lima.
Seuls deux auteurs directs ont été condamnés sur la vingtaine impliqués. Jamais les commanditaires n'ont eu de comptes à rendre devant la justice, des gradés de la police et de l’armée étant vraisemblablement impliqués. Un des témoins a en outre été assassiné. En 2021, alors que l'affaire est jugée par la Cour interaméricaine des droits de l’Homme, l’État colombien se retire de l'audience, arguant du « manque d'objectivité » de la cour. l’ONG Human Right Watch dénonce une conduite sans précédent et irresponsable de la part du président colombien.

## Deuxième enlèvement
En 2001, Jineth Bedoya Lima est engagée par le quotidien El Tiempo et chargée de l'application des lois et des groupes paramilitaires. Au début août 2003, elle se rend à Puerto Alvira pour faire un reportage sur la prise et la gestion de la ville par les Forces armées révolutionnaires de Colombie – Armée du peuple, contraignant, durant plus d'un an, les habitants à produire, à plein temps, de la cocaïne. Le chef des FARC ordonne l'enlèvement de Jineth Bedoya Lima et de son photographe, dès leur arrivée, les faisant dépouiller de leurs vêtements et appareils photos. Bien que le chef ait ordonné qu'on ne leur parle pas ni qu'ils soient nourris, les femmes de la ville continuent à leur apporter de la nourriture. Les habitants essaient, en vain, d'alerter la Croix-Rouge. Un prêtre local, les informe que les guérilleros ont l'intention de les emmener dans la forêt et de les assassiner. Après que les habitants soient parvenus à alerter le chef régional des FARC, les journalistes sont rapidement libérés. Ce chef leur propose de les rembourser pour leur perte de temps et leur équipement mais ils refusent. De retour, Jineth Bedoya Lima raconte leurs conditions de vie sur le territoire contrôlé par les FARC, faisant bien attention de ne pas incriminer les habitants leur ayant porté secours.

## Activités ultérieures
En novembre 2010, elle publie son livre Vida y muerte del Mono Jojoy au sujet de Jorge Briceño Suárez, plus connu en tant que Mono Jojoy, un chef des FARC, récemment tué. Dans son livre, elle avance que Mono Jojoy avait émis un contrat d'assassinat contre Néstor Morales (es), journaliste à Caracol Radio (es). En réponse, Noticias Nueva Colombia, l'agence de presse des FARC l'accuse, sur son site internet, d'être un agent du renseignement militaire. Les journalistes colombiens et internationaux, pour la liberté de la presse, expriment leur préoccupation pour la sécurité de la journaliste.
Outre son activité de journaliste, Jineth Bedoya Lima, s'emploie à sensibiliser la population sur les violences sexuelles commises durant la guerre.

## Récompenses
En 2000, Jineth Bedoya Lima reçoit le prix international de la liberté de la presse de la part des Journalistes canadiens pour la liberté d'expression (en).
En 2001, elle reçoit le prix du courage en journalisme de la part de la International Women's Media Foundation.
En 2012, elle reçoit de la part du département d'État des États-Unis, le prix international de la femme de courage en tant que « journaliste et porte-parole de la campagne « Viol et autres violences : prenez mon corps hors de la guerre » ».
En 2016, elle reçoit le prix Anna-Politkovskaïa.
En 2020, elle reçoit le prix mondial de la liberté de la presse UNESCO/Guillermo Cano, une des plus hautes distinctions dans les prix de journalisme.